# 耳蜗核
耳蜗核（英文：cochlear nucleus, 复数：cochlear nuclei）是脑干的一个神经核团。它是听觉通路的组成部分，是听觉中枢最底层的核团。耳蜗核是来自听觉外周的所有传入神经（听神经纤维）的唯一已知目的地。耳蜗核内的神经处理，是中枢对听觉信息处理的最先一环。

## 耳蜗核在脑干的位置
耳蜗核左右各一，轴对称分布于临近延髓和脑桥的交界面的侧部，毗邻小脑，在脑解剖上属于延髓的一部分。

## 耳蜗核的内部结构
耳蜗核可以分为腹侧耳蜗核（Ventral cochlear nucleus）和背侧耳蜗核（Dorsal cochlear nucleus）两个部分，常分别简称为“腹蜗核”（VCN）和“背蜗核”（DCN）。这两个核团在细胞类型成分、听神经的传入模式和传出途径上都有差别，各自负责处理听觉信息不同的方面。在包括人类的大多数哺乳类动物中，腹侧耳蜗核的细胞数量（约为30000）要多于背侧耳蜗核（约为12000）[2]。
VCN根据细胞类型，可进一步细分为腹前耳蜗核（Anteroventral cochlear nucleus，AVCN）和腹后耳蜗核（Postventral cochlear nucleus，PVCN）。前者的主要细胞类型为多毛细胞（Bushy cell）和多极细胞（Multipolar cells），在后者则为多極细胞和章鱼细胞（Octopus cells），详见耳蜗核的细胞类型一节。

## 耳蜗核在听觉中枢中的地位
耳蜗核是听觉中枢（Central auditory system）的最低级核团，是整个中枢神经系统对听觉信息处理的起始。来自第八对脑神经：前庭耳蜗神经的耳蜗神经部的所有神经纤维抵达同侧的耳蜗核，并在于耳蜗核内的神经元形成突触。因此，所有的听觉信息都必须经过耳蜗核的中继和处理。不过，虽然耳蜗核是耳蜗神经的唯一目的地，但是耳蜗核却同时接受其它来自非听神经、甚至非听觉的神经传入。

### 耳蜗核的传入纤维
耳蜗核的主要传入来源是听神经纤维（Auditory nerve fibers）。目前已知的非听神经传入源包括一下这些。
- 来自对侧耳蜗核的传入纤维，可能与双耳增益校准机制有关，服务声音定位机能。
- 来自斜方体、橄榄复合体以及下丘等其它听觉中脑的下行纤维，可能与某种反馈机制有关。[3]
- 以及来自[三叉神经]，第二脊髓背根和多个脑干核团对DCN的传入纤维，可能与来关于耳廓位置的本体感觉信息与听觉信息的整合有关。这些通路是否在人类存在尚不清楚。[5,7,8]

另外有人在某些物种，例如啮齿类的耳蜗核中发现了来自内侧膝状体和初级听皮层的下行传入，但尚未得到在其他种类的证实。

### 耳蜗核的传出纤维
腹侧耳蜗核（VCN）和背侧耳蜗核（DCN）通过不同的传出通道输出各自的处理结果[2]。
- 腹侧听纹（Ventral acoustic stria, VAS），又称为斜方体（Trapezoid body）是AVCN（前腹侧耳蜗核）和PVCN（后腹侧耳蜗核）的传出通道。
- 中央听纹（Intermidiate acoustic stria, IAS）是PVCN的又一传出通道。
- 背侧听纹（Dorsal acoustic stria, DAS）是DCN的传出通道。

这三个传出通道的目的地包括听觉脑干的几乎每一个核团：上橄榄（Superior olivary），外周橄榄（Periolivary），斜方体中央核（Medial nucleus of trapezoid body），外侧丘系（Lateral lemniscus），下丘（Inferior colliculus）等。

## 耳蜗核的细胞类型
耳蜗核内的细胞细胞可以根据显微解剖和电生理两种方法来分类。目前已经大致建立了这两种分类体系的对应关系。

### 解剖分类
以下黑体字标注的为耳蜗核的主细胞（Principal cells），即通过三个听纹向外部输出的神经元。
依据解剖结构，VCN的主要细胞类型为
- 多毛细胞'（Bushy cells），主要分布于AVCN。按照PSTH和突触连接类型和进一步细分为球形多毛细胞（Spherical bushy cell, SBC）和颗粒多毛细胞（Globular bushy cells, GBC）。
- 多極细胞（Mutlipolar cells），又称星形细胞（Stellate cells），主要分布于AVCN的后部。
- 章鱼细胞（Octopus cells），主要分布于PVCN。
- 小细胞（Small cells），弥散分布于VCN的各处。

DCN的主要细胞类型为
- 梭形细胞（Fusiform cells），又称锥体细胞（Pyramidal cells）。
- 巨细胞（Giant cells）。
- 垂直细胞（Vertical cells）。

### 电生理分类
电生理分类手段有两类，一为PSTH，即刺激时间直方图，二为响应图（Response map）。
VCN的主要PSTH类型为：
- 原始型（Primarylike）
- 斩波型（Chopper）
- 起始型（Onset）
- 中止-涌起型（Pauser-buildup）

## 耳蜗核内的神经回路
VCN内的神经回路的功能除了简单的中继，还可能包括：
- 提炼听神经的脉冲（Spike train）的时间信息，供上橄榄体执行声音定位功能。
- 引入和增强侧抑制，提高听觉系统的频率分辨率。
- 通过整合，提炼听神经脉冲列中关于声强的信息。
- 增强对声音信号包络的锁相，提炼语音信息[7]。
- 双耳增益校正、回音抑制等。

DCN的神经回路被认为可能与基于单耳频谱信息的声音定位有关[4]。